# Mullach Clach a' Bhlair
Mullach Clach a' Bhlair är ett berg i Storbritannien.   Det ligger i kommunen Highland och riksdelen Skottland, i den norra delen av landet, 700 km norr om huvudstaden London. Toppen på Mullach Clach a' Bhlair är 1 019 meter över havet, eller 110 meter över den omgivande terrängen. Bredden vid basen är 3,6 km.
Terrängen runt Mullach Clach a' Bhlair är huvudsakligen kuperad.Runt Mullach Clach a' Bhlair är det mycket glesbefolkat, med 2 invånare per kvadratkilometer. Närmaste större samhälle är Kingussie, 14,9 km nordväst om Mullach Clach a' Bhlair. Omgivningarna runt Mullach Clach a' Bhlair är i huvudsak ett öppet busklandskap.